# Nyctemera mackieana
Nyctemera mackieana là một loài bướm đêm thuộc phân họ Arctiinae, họ Erebidae.